# Caladbolg
Caladbolg o Caladcholg è la spada di Fergus mac Róich nel ciclo dell'Ulster della mitologia irlandese. Col nome di Caladcholg è anche associata con il più oscuro eroe dell'Ulster Fergus mac Leda, che suggerisce una confluenza tra le due leggende. Nel Táin Bó Cúailnge, Ailill mac Máta tolse Caladbolg a Fergus mac Róich quando scoprì la relazione di quest'ultimo con la moglie Medb, ma poi riuscì ad averla.
Caladbolg potrebbe essere correlata linguisticamente alla lancia di Cú Chulainn, Gáe Bulg, e si è anche pensato che sia stata fonte o addirittura la stessa Caliburn di re Artù, che nell'antica mitologia gallese è chiamata Caledfwlch.